# Белл-Плейн (Міннесота)
Белл-Плейн (англ. Belle Plaine) — місто (англ. city) в США, в окрузі Скотт штату Міннесота. Населення — 7395 осіб (2020).

## Географія
Белл-Плейн розташований за координатами 44°37′4″ пн. ш. 93°45′48″ зх. д. / 44.61778° пн. ш. 93.76333° зх. д. (44.617821, -93.763195).  За даними Бюро перепису населення США в 2010 році місто мало площу 15,84 км², з яких 15,31 км² — суходіл та 0,52 км² — водойми.

## Демографія
Згідно з переписом 2010 року, у місті мешкала 6661 особа в 2362 домогосподарствах у складі 1680 родин. Густота населення становила 421 особа/км².  Було 2501 помешкання (158/км²).
Расовий склад населення:
| - 94,2 % — білих - 1,4 % — азіатів - 1,1 % — чорних або афроамериканців - 0,2 % — корінних американців - 1,2 % — осіб інших рас |

До двох чи більше рас належало 1,8 %. Частка іспаномовних становила 2,1 % від усіх жителів.
За віковим діапазоном населення розподілялося таким чином: 30,0 % — особи молодші 18 років, 59,1 % — особи у віці 18—64 років, 10,9 % — особи у віці 65 років та старші. Медіана віку мешканця становила 32,5 року. На 100 осіб жіночої статі у місті припадало 98,4 чоловіків;  на 100 жінок у віці від 18 років та старших — 96,0 чоловіків також старших 18 років.
Середній дохід на одне домашнє господарство  становив 73 833 долари США (медіана — 71 964), а середній дохід на одну сім'ю — 81 523 долари (медіана — 81 304). Медіана доходів становила 51 853 долари для чоловіків та 36 432 долари для жінок. За межею бідності перебувало 5,5 % осіб, у тому числі 7,3 % дітей у віці до 18 років та 7,0 % осіб у віці 65 років та старших.
Цивільне працевлаштоване населення становило 3533 особи. Основні галузі зайнятості: освіта, охорона здоров'я та соціальна допомога — 26,5 %, виробництво — 18,2 %, роздрібна торгівля — 12,7 %, будівництво — 8,6 %.